# Regierungsbezirk Stuttgart
Stuttgart is een van de vier Regierungsbezirke (regio's) van Baden-Württemberg, een deelstaat in Duitsland.

## Indeling
| Landkreise | Kreisfreie Städte         |
| --- | ------------------------- |
| 1. Böblingen 2. Esslingen 3. Göppingen 4. Heidenheim 5. Heilbronn 6. Hohenlohekreis 7. Ludwigsburg 8. Main-Tauber-Kreis 9. Ostalbkreis 10. Rems-Murr-Kreis 11. Schwäbisch Hall | 1. Heilbronn 2. Stuttgart |

## Inwonersontwikkeling
De inwonersaantallen komen van het statistisch bureau voor Baden-Württemberg.
| Jaar             | Inwonersaantal |
| ---------------- | -------------- |
| 31 december 1973 | 3.493.040      |
| 31 december 1975 | 3.443.890      |
| 31 december 1980 | 3.481.816      |
| 31 december 1985 | 3.467.081      |
| 27 maart 1987    | 3.491.787      |

| Jaar             | Inwonersaantal |
| ---------------- | -------------- |
| 31 december 1990 | 3.683.075      |
| 31 december 1995 | 3.862.311      |
| 31 december 2000 | 3.935.352      |
| 31 december 2005 | 4.007.373      |
| 31 maart 2006    | 4.006.255      |

Freiburg · Karlsruhe · Stuttgart · Tübingen